# Museu do FC Porto by BMG
O Museu Futebol Clube do Porto é um museu desportivo localizado no Porto, Portugal.

## Descrição
O Museu FC Porto reúne um acumulado de 120 anos de vida, e vai mais além da exposição de troféus (171 taças/troféus expostos, de uma colecção de milhares em reserva), proporcionando ao visitante uma experiência sensitiva, numa viagem pelos tempos do clube feita com memórias vivas e com apresentação inovadora.
Inaugurado a 28 de Setembro de 2013, dia do 120.º aniversário do FC Porto, o Museu corporiza uma nova centralidade no Estádio do Dragão. A descoberta da história do clube é um caminho que se inicia antes da entrada na área de exposição permanente, prolongando-se por 27 áreas temáticas. A chegada ao Museu causa impacto pela estrela azul que, no exterior, anuncia o espaço e pela área de recepção, dominada pela Valquíria Dragão, obra da artista-plástica Joana Vasconcelos, na qual se destacam mais de 300 troféus e muitos outros elementos associados ao FC Porto.

## Colecção / Peças de referência
O Museu FC Porto é um espaço aberto, apto para receber e exibir novos objectos a juntar a peças únicas, como a bola com que Zé Maria marcou o primeiro golo portista nas competições europeias; a Taça Intercontinental original, que ficou para sempre na posse do FC Porto, por ter sido o vencedor da derradeira edição; as Botas de Ouro de Fernando Gomes, conquistadas nos anos 80 do séc. XX; o boné de José Maria Pedroto, o mestre que deu dimensão internacional ao FC Porto e ao futebol português; a Taça Arsenal, o maior e mais impressionante troféu jamais visto num clube de futebol com os seus cerca de 250 quilos de peso, 130 dos quais em prata maciça.